# Умершие в октябре 2012 года
Это список известных людей, соответствующих установленным критериям значимости (см. Википедия:Критерии значимости персоналий), умерших в октябре 2012 года.
Причина смерти указывается лишь в исключительных случаях (убийство, самоубийство, гибель в результате военных действий, смертная казнь, ДТП или несчастные случаи). В остальных случаях — не указывается.

## 1 октября
- Бах, Дирк (51) — немецкий актёр[1].

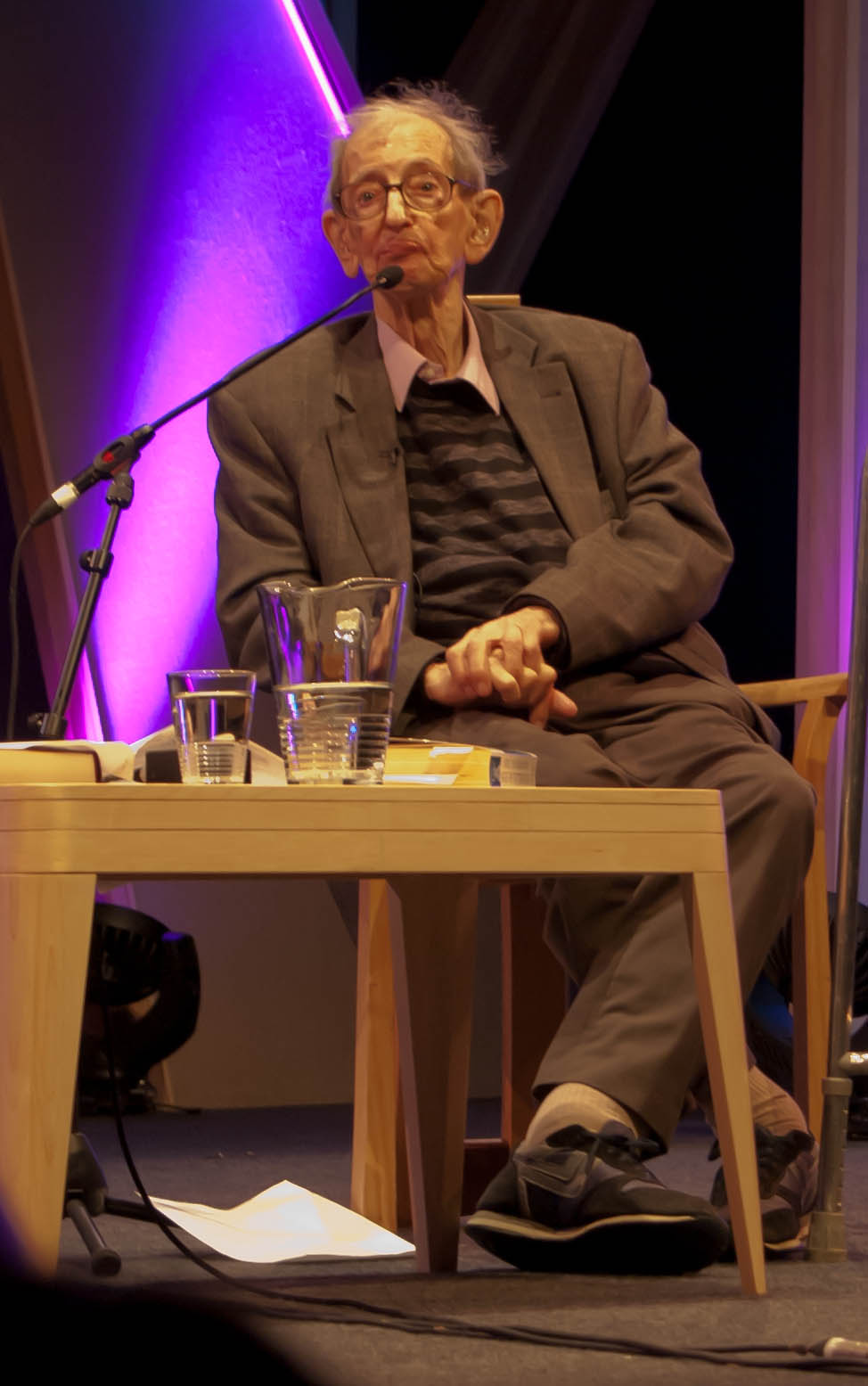
Эрик Хобсбаум

- Венеция, Шломо (88) — итальянский мемуарист[2].
- Овруцкий, Лев Мирович (65) — российский публицист[3].
- Рассел, Арманд (91) — канадский политик, министр общественных работ (1966—1970)[4].
- Романова, Любовь Васильевна (59) — директор Новороссийской телекомпании[5].
- Занбар, Моше (86) — израильский экономист, руководитель Банка Израиля (1971—1976)[6].
- Тиль, Невилл (91) — австралийский инженер, один из разработчиков параметров Тиля — Смолла[7].
- Фреха, Абделкадер (69) — алжирский футболист, чемпион Алжира (1971), лучший бомбардир страны (1968, 1969, 1971)[8].
- Харченко, Виктор Иванович (подводник) (88) — подводник Тихоокеанского и Северного флотов, участник боевых действий в годы Великой Отечественной войны 1941-1945 годов на Черноморском флоте[9].
- Хетино, Октавио (77) — аргентинский режиссёр[10].
- Хобсбаум, Эрик (95) — британский историк[11].
- Шульц, Генрих Леович (88) — эстонский работник культуры, организатор международных джаз-фестивалей в Таллине[12].
- Щепетов, Евгений Григорьевич (58) — проректор Челябинского государственного университета по корпоративной политике[13].

## 2 октября
- Биг Джим Салливан (71) — английский сессионный гитарист, один из самых востребованных студийных музыкантов в 1960—1970-е гг., музыкальный продюсер[14]
- Иванов, Александр Алексеевич (83) — первый заместитель командующего войсками Прибалтийского военного округа (1979—1984), генерал-полковник в отставке[15].
- Лоуренс, Дуглас (93) — американский продюсер («Спидвей», «Немного жизни, немного любви»)[16].
- Михайлова, Алла Александровна (85) — российский театровед, бывший главный редактор журнала «Сцена»[17].
- Отаки, Хидэдзи (87) — японский актёр «Тень воина»[18].
- Раштон, Джан Филипп (J. Philippe Rushton, 68) — канадский психолог[19][20].
- Синицина, Ирина Владимировна (35) — российская парашютистка, многократная чемпионка России, обладательница европейских и мировых рекордов, несчастный случай 23 сентября[21].
- Цикалов, Валерий Владимирович (54) — российский актёр[22].

## 3 октября
- Ансари, Абдул Хак (81) — индийский исламский лидер и учёный, президент Джамоати-ислами Хинд[англ.] (2003—2007)[23].
- Василий (89) — митрополит Кесарийский, ипертим и экзарх Первой Палестины Иерусалимской православной церкви (с 1975)[24].
- Кристи, Роберт (96) — американский физик и астрофизик, участник Манхэттенского проекта, президент Калифорнийского технологического института (1977—1978)[25].
- Лагадек, Жан Луи (79) — французский футболист, победитель Кубка Франции по футболу (1959)[26].
- Лузин, Михаил Александрович (64) — российский художник, заслуженный художник России[27].
- Рифтин, Борис Львович (80) — российский китаист, литературовед, академик РАН, доктор филологических наук[28].
- Сахани, Кидар Натх (86) — индийский политик, губернатор штатов Сикким (2001—2002) и Гоа (2002—2004)[29].
- Хогт, Бобби (92) — последний из носителей древнего шотландского диалекта Кромарти[30].

## 4 октября
- Вундерлих, Эрхард (55) — западногерманский гандболист, чемпион мира (1978), серебряный призёр летних Олимпийских игр в Лос-Анджелесе (1984)[31].
- Галоян, Армен Анушаванович (83) — армянский биохимик, академик Национальной академии наук Республики Армения, иностранный член РАН[32].
- Муденге, Стэн (71) — зимбабвийский политик, министр иностранных дел (1995—2005), министр образования (с 2005)[33].
- Смирнов, Николай Николаевич (91) — советский спортсмен и тренер, 2-кратный чемпион СССР по лыжным гонкам, заслуженный тренер СССР по гребле на байдарках и каноэ[34]..

## 5 октября

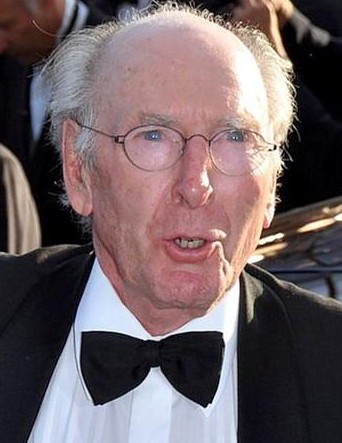
Клод Пиното

- Козлов, Иван Михайлович (73) — заслуженный тренер РСФСР по самбо[35].
- Кэмпбелл, Кейт (англ. Keith Campbell) (58) — британский биолог, один из участников эксперимента (вместе с Яном Вилмутом), в результате которого родилась овца Долли[36].
- Мирзоян, Эдвард Михайлович (91) — армянский композитор, Народный артист СССР[37].
- Пиното, Клод (87) — французский кинорежиссёр; рак[38]..
- Ушакова, Валентина Алексеевна (87) — советская и российская актриса[39].
- Хвичава, Антиса (132) — грузинская долгожительница, предположительно старейшая жительница планеты[40].
- Цытович, Владимир Иванович (81) — российский советский композитор и педагог[41].
- Шеремет, Виталий Иванович (71) — российский историк-востоковед[42].

## 6 октября

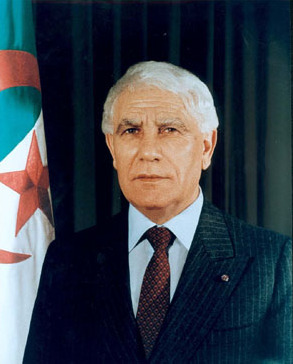
Шадли Бенджедид

- Альберт, маркграф Мейсена (77) — глава Саксонского королевского дома (июль— октябрь 2012)[43].
- Бенджедид, Шадли (83) — президент Алжира (1979—1992)[44].
- Ницани, Шломо (76) — израильский военный, подполковник, удостоенный высшей военной награды Израиля, медали «За героизм»[45].
- Редди, Сатья Нараян (85) — индийский политик, губернатор штатов Уттар-Прадеш (1990—1993) и Орисса (1993—1995)[46].
- Смарт, Джон (92) — австралийский философ.
- Якушева, Ада (78) — российская поэтесса, бард, радиожурналистка; рак[47].

## 7 октября

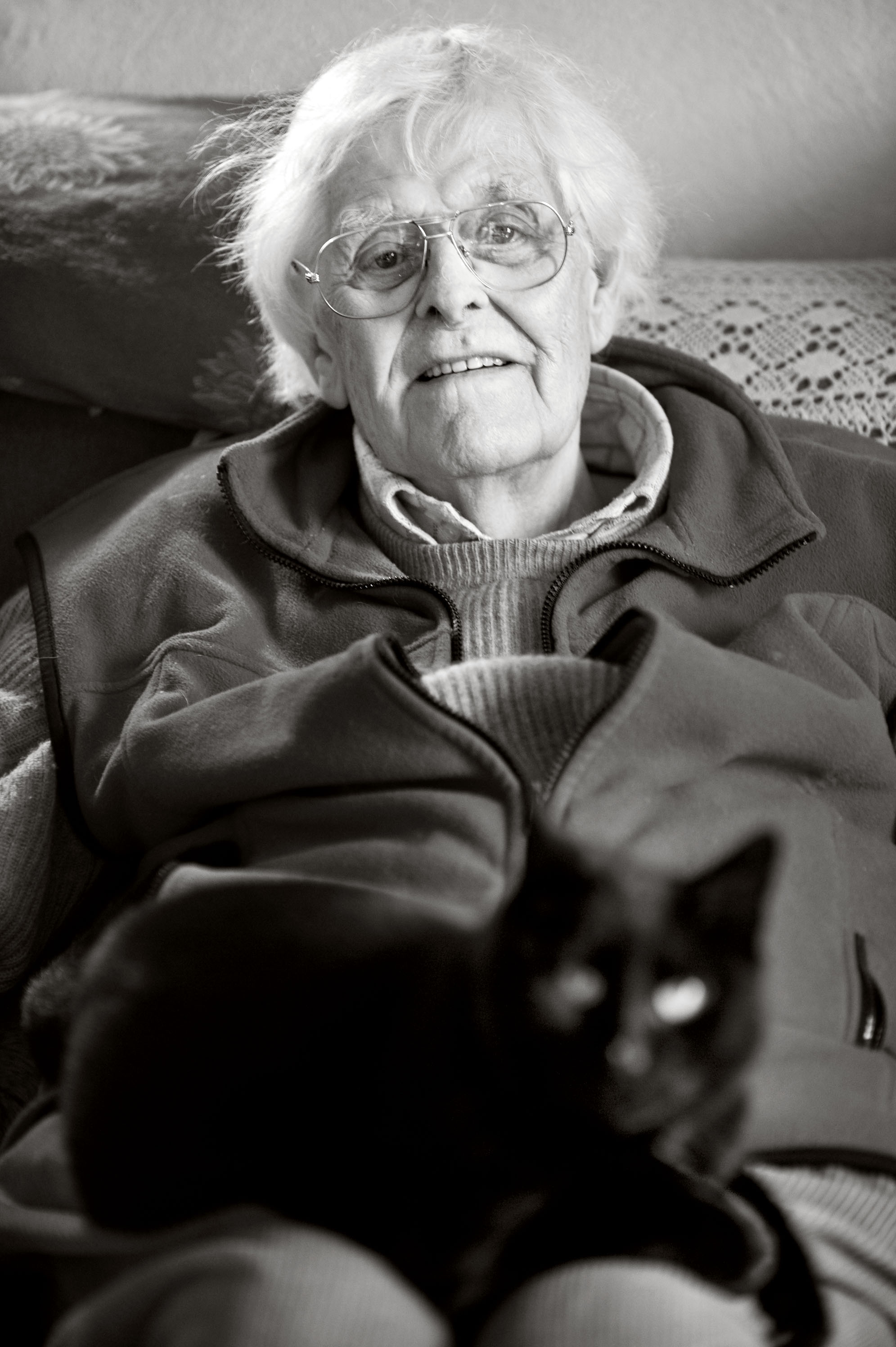
Иво Михельс

- Аукштыкальнис, Владимир Викторович (79) — актёр Саратовского театра драмы им. Слонова, заслуженный артист России[48].
- Бербер, Мерсад (72) — хорватский художник-график, постмодернист, член Российской академии художеств[49].
- Блэк, Лэрри (69) — американский актёр («Большая ночь»)[50][51].
- Бриммер, Эндрю (86) — американский экономист, председатель Федеральной резервной системы США (1966—1974) (первый афроамериканец на этом посту)[52].
- Ибрагимов, Гариф Ибрагимович (90) — Полный кавалер Ордена Славы.
- Иво Михилс (89) — бельгийский писатель[53].
- Ласкано, Эриберто (37) — мексиканский наркоторговец, возглавлявший наркокартель Лос-Сетас, убит в перестрелке[54].
- Наделяев, Виктор Дмитриевич (72) — первый ректор Красноярского инженерно-строительного института, один из создателей Сибирского федерального университета[55][56].
- Сен-Млё, Андре (92) — государственный министр Монако (1972—1981)[57].
- Сорванов, Виктор Александрович (78) — заслуженный тренер СССР по самбо[58].
- Хомутов, Олег Иванович (61) — ректор ФГБОУ ВПО «Алтайский государственный технический университет им. И. И. Ползунова»[59].

## 8 октября
- Аманжолов, Алтай Сарсенович (78) — казахстанский учёный-тюрколог, доктор филологических наук, профессор, сын Аманжолова, Сарсена Аманжоловича[60].
- Блейхрот, Константин Яковлевич (60) — балетмейстер, заведующий балетной труппой Новосибирского государственного академического театра оперы и балета (c 1992)[61].
- Бусуйок, Аурелиу (83) — народный поэт Молдовы; тромбоэмболия[62].
- Бутчер, Донни (76) — американский баскетболист и тренер («Нью-Йорк Никс», «Детройт Пистонс»)[63].
- Володарский, Эдуард Яковлевич (71) — российский драматург, сценарист, прозаик, заслуженный деятель искусств России, лауреат Государственных премий России и СССР[64];.
- Кинселла, Джеймс (88) — американский политик, мэр Хартфорда (Коннектикут) (1957—1960)[65].
- Лесмес, Рафаэль (85) — испанский футболист «Реал» Мадрид (1952—1960), четырёхкратный чемпион Испании, пятикратный победитель Кубка европейских чемпионов[66].
- Ломакс, Эрик (93) — британский офицер и писатель, по автобиографическому роману которого снимается фильм «Железнодорожник»[67].
- Семенюта, Игорь Петрович — российский топ-менеджер, генеральный директор ООО «ИТЕРА Холдинг», вице-президент ООО «ИТЕРА Групп»[68]
- Тогайбаев, Ислам (62) — мэр Караганды (2006—2009); умер предположительно от инсульта[69].
- Шарма, Навал Кишор (87) — индийский политик, губернатор штата Гуджарат (2004—2009)[70].

## 9 октября

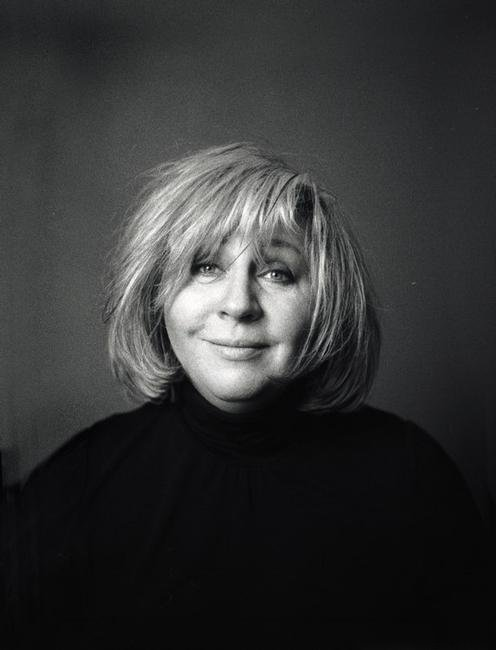
Марина Голуб

- Бартоломью, Кен (92) — американский конькобежец, серебряный призёр зимних Олимпийских игр в Санкт—Морице (1948) в беге на 500 метров[71].
- Бейтс, Пэдди Рой (90—91) — британский гражданин, основатель виртуального государства Силенд[72].
- Бровун, Марк Матвеевич (66) — художественный руководитель Донецкого национального академического украинского музыкально-драматического театра, Народный артист Украины, лауреат Национальной премии Украины им. Тараса Шевченко[73]..
- Голуб, Марина Григорьевна (54) — актриса МХТ им. А. Чехова и кино, телеведущая, заслуженная артистка России (1995); автокатастрофа[74].
- Крафт, Сэмми Кейн (20) — американская актриса, автокатастрофа[75].
- Негарэ, Теодор (69) — молдавский фолк-певец[76].
- Олоф, Тео (88) — нидерландский скрипач[77]
- Рочев, Егор Васильевич (75) — российский писатель[78].
- Роллинс, Кенни (89) — американский баскетболист, чемпион летних Олимпийских игр в Лондоне (1948)[79].
- Романчик, Эло (89) — словацкий актёр[80].
- Савидес, Харрис (55) — американский кинооператор[81].
- Торга, Хейно (79) — эстонский актёр театра и кино, театральный режиссёр[82].

## 10 октября
- Гончар, Андрей Александрович (80) — советский и российский математик, академик Российской академии наук[83].
- Кродерс, Ольгерт (91) — советский и латвийский театральный актёр, режиссёр и педагог. Народный артист Латвийской ССР (1988)[84].
- Кузнецов, Юрий Эросович (64) — российский художник и иконописец, создатель кузнецовской школы иконописи[85].
- Кэррас, Алекс (77) — американский актёр («Сверкающие сёдла»)[86].
- Литц, Роберт (62) — американский драматург и сценарист («Карточный домик»)[87].
- О’Брайен, Лео (41) — американский актёр («Удар дракона»)[88].
- Сепсяков, Павел Васильевич (87) — председатель исполкома Петрозаводского горсовета (1969—1982)[89]
- Скороходов, Глеб Анатольевич (82) — советский и российский драматург, журналист, киновед, лауреат премии «ТЭФИ»[90].
- Степанчук, Пётр Алексеевич (83) — Заслуженный строитель Украины, Герой Социалистического Труда[91].
- Яроцкий, Ежи (83) — польский театральный режиссёр и педагог[92].

## 11 октября

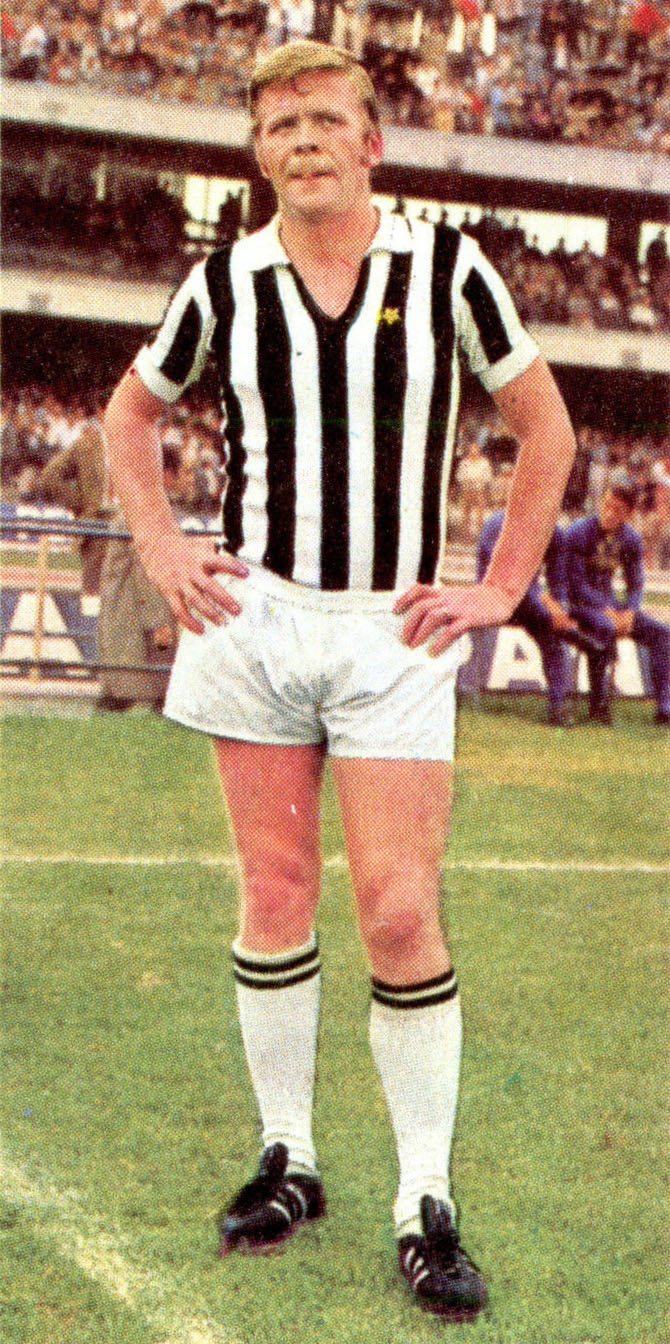
Хельмут Халлер

- Езиницки, Билл (88) — канадский хоккеист («Торонто Мейпл Лифс»), трёхкратный победитель Кубка Стэнли (1947, 1948, 1949)[93].
- Калзолари, Пьер Уго (74) — итальянский инженер и учёный, ректор Болонского университета (2000—2009)[94].
- Громов, Александр Евгеньевич (54) — режиссёр-документалист, старший преподаватель кафедры телевидения режиссёрского факультета ВГИК[95].
- Линднер, Эрнст (77) — восточногерманский футболист, лучший бомбардир чемпионата страны (1956)[96].
- Ниази, Шер Афган (66) — пакистанский политик, министр[97].
- Ришар, Мариа (111) — старейшая жительница Франции[98].
- Столяров, Кирилл Сергеевич (75) — советский и российский киноактёр, телеведущий, заслуженный артист России[99]..
- Халлер, Хельмут (73) — немецкий футболист, полузащитник сборной ФРГ (1958—1970), вице-чемпион мира 1966 года, третий призёр чемпионата мира 1970 года[100].

## 12 октября
- Грабовски, Норман (79) — американский актёр[101].
- Кассаи, Эрвин (87) — венгерский международный баскетбольный арбитр[102].
- Канг, Сухдев Сингх (81) — индийский политик, губернатор штата Керала (1997—2002)[103].
- Койни, Джеймс (102) — канадский банкир, председатель совета директоров Банка Канады (1955—1961)[104].
- Пойар, Братислав — чешский режиссёр, лауреат Каннского кинофестиваля (1973)[105][106].
- Торгом II (92) — патриарх Армянской апостольской церкви в Иерусалиме (с 1990)[107].
- Хейфец, Семён Александрович (87) — советский и российский юрист, адвокат, участвовавший во многих резонансных уголовных процессах[108]..

## 13 октября
- Де Грегорио, Эдуардо (70) — аргентинский сценарист и режиссёр («Стратегия паука»)[109][110].
- Довлатов, Леонид Аркадьевич (92) — советский актёр театра и кино, педагог[111].
- Коллинз, Гэри (74) — американский актёр и телеведущий, лауреат Дневной премии «Эмми»[112].
- Маруя, Сайити (87) — японский писатель[113].
- Сэндо, Фрэнк (81) — британский бегун, двукратный чемпион мира по Легкоатлетическому кроссу (1955, 1957)[114].
- Халик, Якуб (37) — гражданин Чехии, первый человек проживший после удаления своего сердца без трансплантации более 6 месяцев[115].

## 14 октября

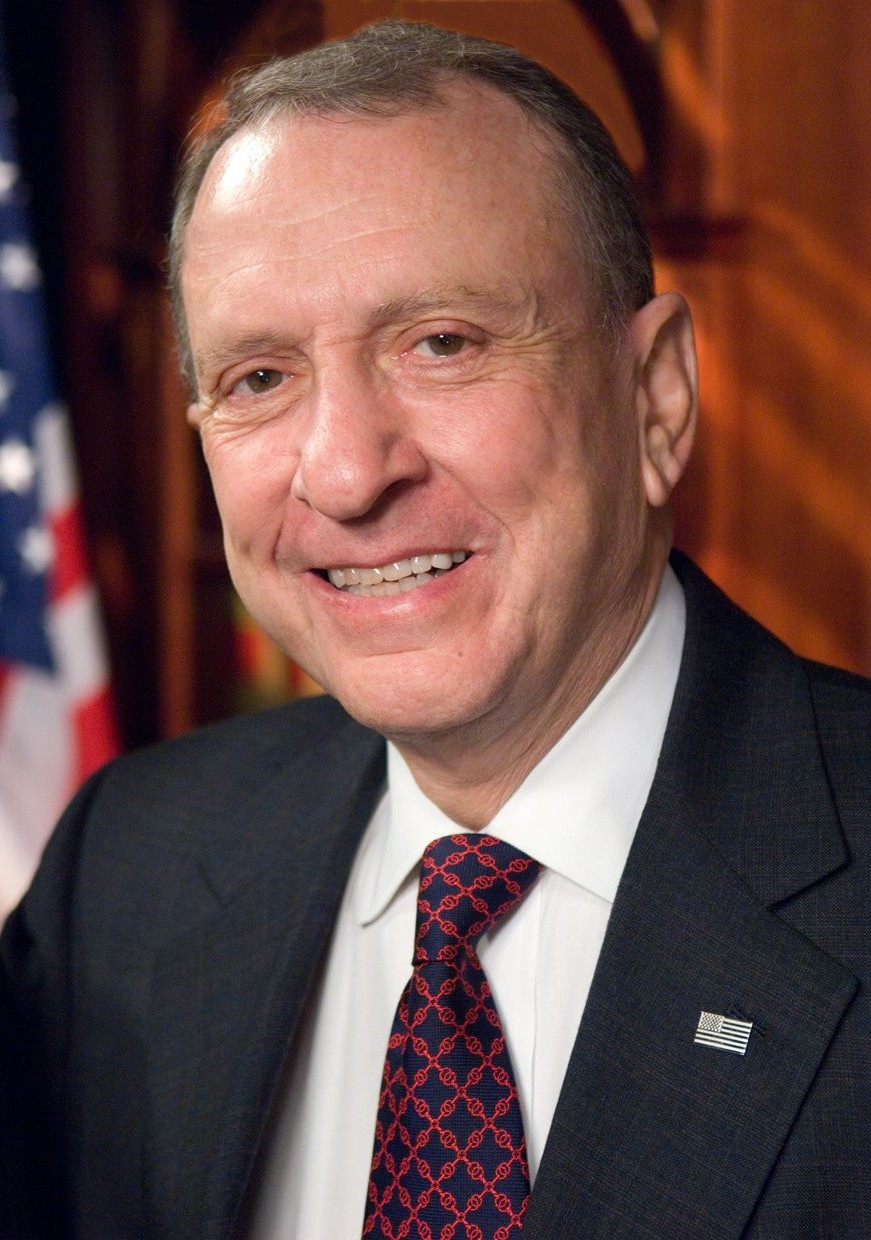
Арлен Спектер

- Беннетт, Кайл (33) — американский велосипедист, трехкратный чемпион мира (2002, 2004 и 2007) в дисциплине BMX, участник Олимпийских игр (2008), автокатастрофа[116]
- Валдайцев, Сергей Васильевич (61) — Профессор, доктор экономических наук, заведующий кафедрой управления инновациями СПБГУ экономического факультета[117].
- Горелик, Лев Григорьевич (84) — советский и российский артист, режиссёр, автор стихов и юмористических сборников, народный артист РСФСР[118].
- Дыскин, Ефим Анатольевич (89) — Герой Советского Союза.
- Клайв, Джон (79) — английский актёр[119].
- Красиньский, Януш (84) — польский писатель и сценарист («Помни имя своё»)[120].
- Рейф, Альберто (66) — итальянский футболист, чемпион Италии (1970/1971)[121].
- Спектер, Арлен (82) — американский политический деятель. Сенатор США от штата Пенсильвания (1981—2011)[122].

## 15 октября
- Бажанов, Аскольд Алексеевич (78) — российский саамский поэт[123].
- Нородом Сианук (89) — бывший король Камбоджи; рак[124].
- Попов, Леонид Савельевич (76) — челябинский журналист, редактор газеты «Человек и работа»[125].
- Чуйков, Александр Васильевич (65) — скульптор, автор памятника отцу, маршалу Советского Союза Василию Чуйкову, в Волгограде[126].
- Шессон, Клод (92) — французский политик, министр иностранных дел Франции (1981—1984)[127].

## 16 октября
- Колесников, Виктор Ильич (64) — глава администрации Выборгского района Санкт-Петербурга (2001—2008)[128].
- Кошкин, Александр Николаевич (53) — советский боксер, серебряный призёр московской Олимпиады-1980 в весовой категории до 71 кг.[129]
- Саинчук, Глеб Васильевич (Глебус Саинчук) (93) — молдавский художник, снимался также в ряде кинофильмов[130].

## 17 октября

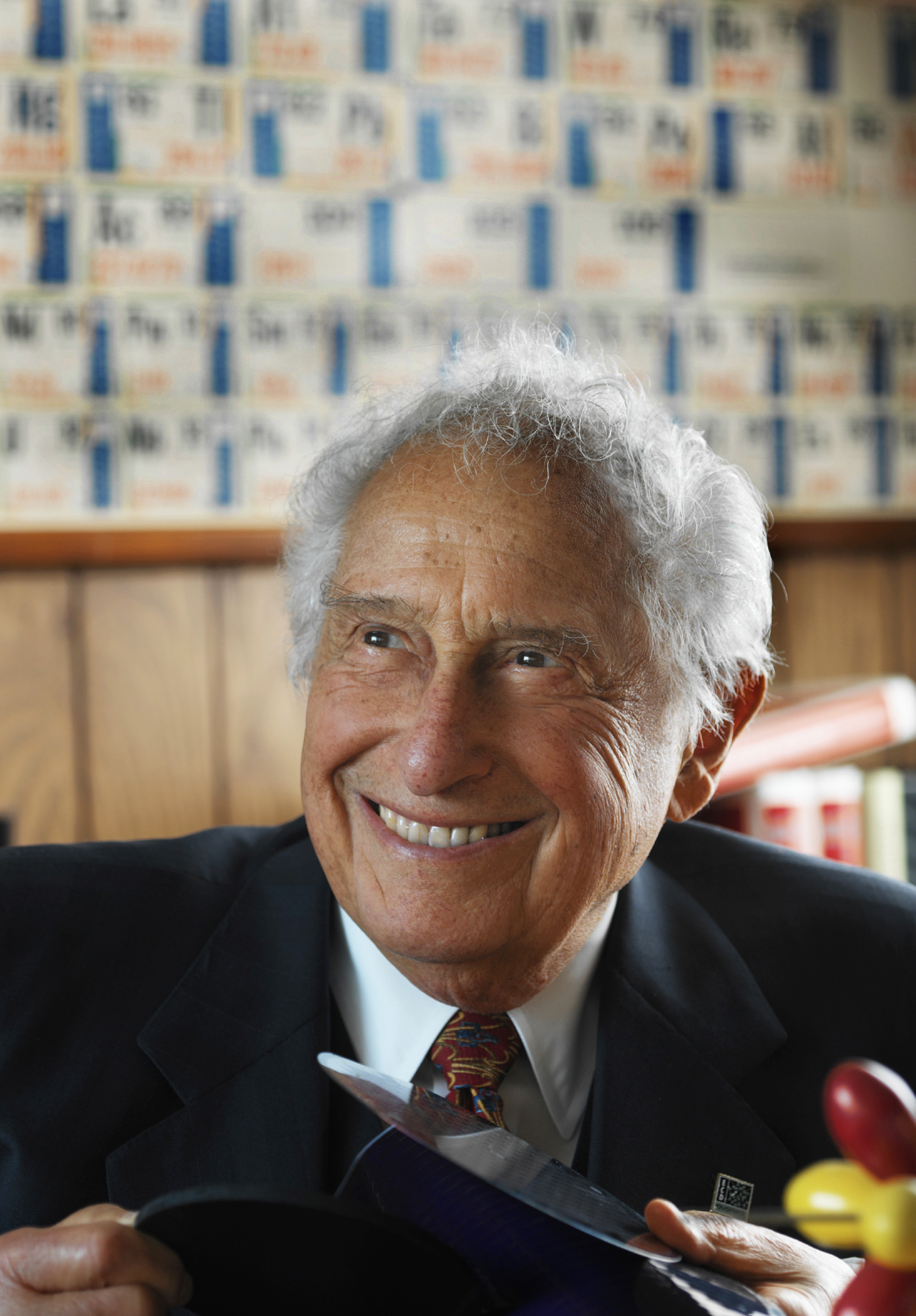
Стэнфорд Овшинский

- Алексич, Милия (61) — английский футбольный голкипер, обладатель кубка Англии по футболу (1981)[131]
- Алле, Эмиль (100) — французский горнолыжник, четырёхкратный чемпион мира (1937—1938), бронзовый призёр зимних Олимпийских игр в Гармиш-Партенкирхене (1936)[132].
- Вакамацу, Кодзи (76) — японский кинорежиссёр; ДТП[133].
- Заманский, Борис Наумович (93) — Полный Кавалер ордена Славы.
- Овшинский, Стэнфорд (89) — американский учёный и изобретатель[134].
- Пустяков, Александр Сергеевич (76) — старейший актёр Костанайского областного Русского театра драмы[135].
- Санин, Павел Михайлович (94) — заслуженный мастер спорта по академической гребле, победитель Первенства СССР в 1936, чемпион Москвы, заслуженный тренер РСФСР[136].
- Смирнов, Алексей Григорьевич (89) — заместитель главнокомандующего Войсками ПВО СССР по боевой подготовке — начальник Управления боевой подготовки ПВО (1980—1988), генерал-полковник в отставке[137].
- Хромушкин, Валерий Георгиевич (56) — российский актёр театра и кино[138].

## 18 октября
- Белоусов, Юрий Владимирович (76) — доктор медицинских наук, профессор, заслуженный деятель науки и техники Украины[139][140]..

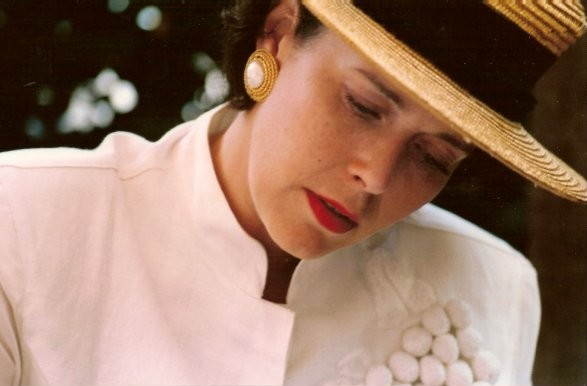
Сильвия Кристель

- Агафонов, Егор Андреевич (70) — депутат Государственной думы Федерального собрания Российской Федерации I созыва (1993—1996)[141].
- Кристель, Сильвия (60) — нидерландская актриса и писательница; рак[142].
- Мартин, Слэйтер (87) — американский баскетболист (Миннеаполис Лейкерс) пятикратный чемпион НБА[143].
- Парамонов, Сергей Викторович (54) — хоккеист, воспитанник челябинской хоккейной школы, чемпион молодёжного чемпионата мира (1978), главный тренер ХК «Трактор» (2001), ХК «Мечел» (2002—2003 и 2008—2011)[144].
- Свешников, Сергей Борисович (53) — российский петербургский фотограф-художник и актёр[145].
- Ушац, Михаил Лазаревич (85) — график-карикатурист, художник театра[146].
- Уэр, Дэвид (62) — американский саксофонист[147].
- Фролов, Владимир Михайлович (57) — российский якутский поэт и журналист[148].

## 19 октября
- Александр, Линкольн (90) — канадский политик, первый чернокожий депутат канадского парламента (1968—1980) министр труда Канады (1979—1980)[149][150]..
- Атмодарминто, Вийоджо (89) — индонезийский политик, губернатор Джакарты (1987—1992)[151].
- Введенская, Людмила Алексеевна (93) — российский филолог, автор первого «Словаря антонимов русского языка»[152].
- Висам аль-Хасан (47) — бригадный генерал, руководитель разведывательной службы сил внутренней безопасности Ливана; теракт[153]
- Гранадос, Эстер (86) — перуанская певица[154].
- Маньи, Фьоренцо (91) — итальянский велосипедист, трёхкратный победитель Джиро д’Италия (1948, 1951, 1955)[155].
- Меньшенин, Николай Михайлович (56) — челябинский учёный-историк и археолог; рак[156].
- Нуриев, Зия Нуриевич (97) — советский государственный и партийный деятель, заместитель Председателя Совета Министров СССР (1973—1985), первый секретарь Башкирского обкома КПСС (1957—1969), Герой Социалистического Труда[157].
- Пина, Мануэл Антониу (68) — португальский поэт[158].
- Райхель, Кете (86) — немецкая актриса[159].
- Сыченков, Николай Максимович (86) — старейший актёр Махачкалинского русского театра драмы имени М. Горького, заслуженный артист России[160].
- Фрайфельд, Леон Эдвардович (67) — профессор Львовского медуниверситета; убийство[161].

## 20 октября
- Башенев, Валерий Алексеевич (56) — российский композитор, автор музыки к песням «Жених», «На Тверской» и др.[162]
- Гинтровский, Пшемыслав (61) — польский композитор[163].
- Гринберг, Юлия Израилевна (76) — российский красноярский архитектор и педагог[164].
- Куртц, Пол (86) — американский философ, видный деятель гуманистического движения[165].
- Томас, Эдуард Донналл (92) — американский хирург-трансплантолог, автор методики пересадки костного мозга, лауреат Нобелевской премии по физиологии или медицине (1990)[166].
- Василий Трушечкин (89) — Герой Советского Союза.
- Щёлоков, Игорь Альбертович (45) — художник-постановщик кино, «Побег из ГУЛАГа» и др.[167] Архивная копия от 26 октября 2012 на Wayback Machine

## 21 октября

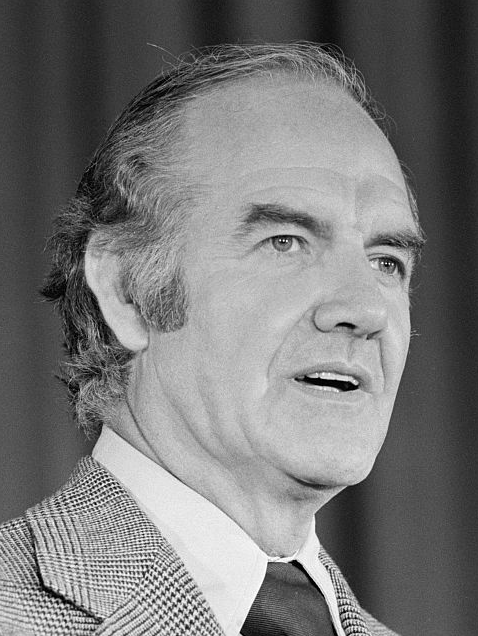
Джордж Макговерн

- Добровольский, Антоний (108) — старейший узник немецкого концентрационного лагеря Освенцим[168].
- Ивиньский, Казимеж (94) — польский актёр[169].
- Макговерн, Джордж (90) — американский политик, сенатор от Южной Дакоты, кандидат на президентских выборах 1972 года от Демократической партии[170].
- Уолкер, Уильям (99) — британский военный лётчик, старейший ветеран битвы за Британию[171].
- Чопра, Яш (80) — индийский кинорежиссёр и сценарист, классик болливудского кинематографа («Стена», «Чандни», «Вир и Зара»)[172].
- Эндрю, Харви (72) — канадский политик, министр (1984—1990)[173] Архивная копия от 16 июня 2020 на Wayback Machine.

## 22 октября
- Дженсен, Артур (89) — американский психолог, одна из ключевых фигур психометрии[174].
- Минс, Рассел (72) — американский общественный деятель, борец за права индейцев, актёр[175].
- Уайнрей, Уилсон (77) — новозеландский регбист, капитан сборной Новой Зеландии по регби (1958—1964)[176]
- Федякин, Евгений Васильевич (32) — чемпион России и призёр чемпионата мира (2012) по пауэрлифтингу; ДТП[177].

## 23 октября
- Берковиц, Барух — американский инженер, один из пионеров биоинженерии, создавший первый прототип дефибриллятора[178].
- Брассе, Вильгельм (94) — польский фотограф, узник и фотограф Освенцима[179].
- Гангопадхяй, Сунил (75) — индийский писатель и поэт[180].
- Маннаетс, Джозеф (89) — бельгийский футболист, лучший бомбардир чемпионата Бельгии по футболу (1951/1952)[181].
- Пуап, Ролан де ла (92) — французский военный лётчик, граф, пилот авиаполка «Нормандия-Неман», Герой Советского Союза[182].
- Рот, Габриелла (71) — американская танцовщица и музыкант[183].

## 24 октября
- Ашихмин, Сергей Анатольевич (34) — майор ФСБ, спецназовец, Герой Российской Федерации.
- Блатник, Джеффри (55) — чемпион летних Олимпийских игр в Лос-Анджелесе (1984) по греко-римской борьбе в супертяжелом весе[184].
- Бьёрк, Анита (89) — шведская актриса[185]
- Диз, Билл (73) — американский музыкант[186].
- Евсевий (84) — митрополит Ровенский и Острожский УПЦ КП (c 2005)[187].
- Коковихин, Николай Алексеевич (76) — российский художник по фаянсу, Народный художник Российской Федерации, главный художник Конаковского фаянсового завода[188].
- Наумов, Александр Викторович (62) — член Союза журналистов России, поэт, бард, лауреат Грушинского фестиваля[189].
- Осборн-Дюпон, Маргарет (94) — американская теннисистка-любительница, Обладательница 37 титулов, завоёванных на турнирах Большого шлема[190].
- Ревич, Александр Михайлович (90) — советский и российский поэт и переводчик, лауреат Государственной премии Российской Федерации (1999)[191].
- Шевченко, Владимир Дмитриевич (66) — советский и украинский артист цирка — дрессировщик, народный артист СССР, Генеральный директор и художественный руководитель Национального цирка Украины[192].

## 25 октября
- Аун Чжи (93) — бирманский политик, министр торговли и промышленности (1962—1963), основатель и руководитель Национальной лиги за демократию (1968), один из лидеров оппозиции режиму У Не Вина[193].
- Барзэн, Жак (104) — американский историк[194].
- Беис, Димитрис (84) — греческий политик, мэр Афин (1979—1986)[195].
- Бхатти, Джаспал (57) — индийский актёр («Слепая любовь»)[196].
- Коннелли, Джон (74) — английский футболист, член сборной Англии по футболу (1959—1966), чемпион мира (1966)[197].
- Лапин, Александр Иосифович (67) — советский и российский фотограф, исследователь фотографии, педагог[198]
- Степаненко, Павел Никитович (89) — Герой Советского Союза, полковник.
- Стюард, Эмануэль (68) — американский тренер по боксу, тренер Владимира Кличко[199]
- Шабанова, Раиса Ивановна (73) — советская и российская радиоведущая (Радио ULTRA, Наше радио)[200].

## 26 октября
- Зибер, Бьёрн (23) — австрийский горнолыжник, призёр чемпионата мира среди юниоров в гигантском слаломе (2009), автомобильная авария[201].
- Мелехов, Вячеслав Дмитриевич (67) — актёр Свердловского академического театра драмы, народный артист России[202].
- Менойо, Элой Гутьерес (77) — один из лидеров Кубинской революции, диссидент[203]
- Нанли, Луи — американский певец («The Jordanaires»)[204].
- Хорват, Йожа (97) — хорватский писатель[205].

## 27 октября

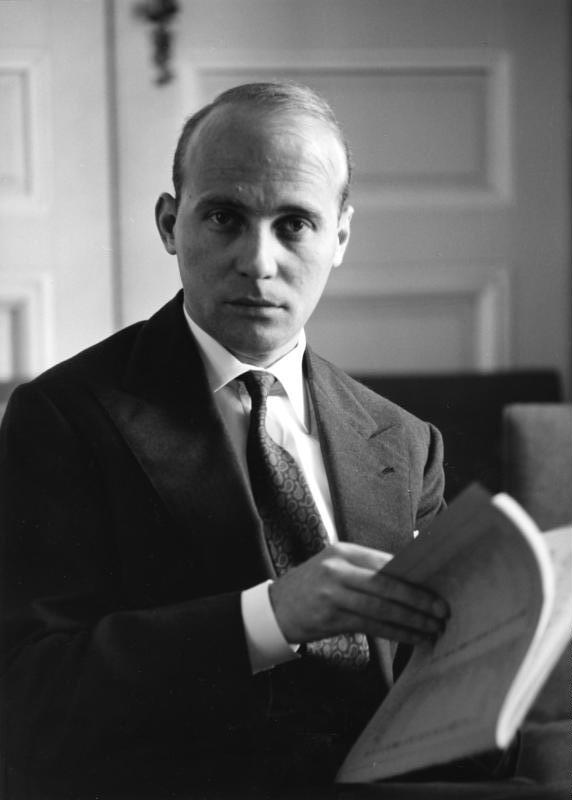
Ханс Вернер Хенце

- Бетехтин, Анатолий Владимирович (81) — первый заместитель главнокомандующего Сухопутными войсками Вооружённых Сил СССР (1988—1992), генерал армии[206].
- Гаев, Дмитрий Владимирович (61) — экс-начальник ГУП «Московский метрополитен»; рак[207].
- Доурадо, Режина (59) — бразильская актриса («Тропиканка»); рак[208].
- Дюпен, Жак (85) — французский поэт, художественный критик[209].
- Калье, Терри (67) — американский певец и гитарист[210].
- Мазур, Владимир Борисович (80) — заместитель министра геологии РСФСР, заместитель министра природных ресурсов Российской Федерации (1996—1999); академик РАЕН, заслуженный геолог России[211].
- Рид, Натина (32) — американская актриса, певица, автор песен и композитор; ДТП[212].
- Стангерц, Йоран или Горан (68) — шведский актёр («Лицом к лицу»), двукратный лауреат премии «Золотой жук»[213].
- Халласте, Иллар (53) — эстонский лютеранский священник и политик. один из основателей Партии Христианских демократов Эстонии (1992)[214].
- Хенце, Ханс Вернер (86) — немецкий композитор[215].

## 28 октября
- Браславский, Борис Яковлевич (76) — российский бард, поэт, композитор[216].
- Билни, Гордон (73) — австралийский политик, министр (1990—1996)[217].
- Васикова, Лидия Петровна (85) — лингвист-финноугровед, первая марийская женщина, ставшая доктором наук, профессором; ДТП[218]
- Садовский, Вадим Николаевич (78) — советский и российский философ, главный научный сотрудник Института системного анализа РАН[219].
- Тумиати, Гейтано (94) — итальянский журналист, писатель и литературный критик[220].
- Эльдаров, Магомед Чупанович (60) - дагестанский ученый и публицист (facebook Омар Гаджиев)[221].

## 29 октября
- Аргиндеги, Альбано (85) — аргентинский генерал и политик, министр внутренних дел (1976—1983)[222].
- Й. Бернлеф (75) — нидерландский поэт, прозаик, переводчик[223].
- Вон, Джек (92) — американский политик и дипломат, директор Корпуса мира (1966—1969)[224].
- Мындыкану, Валентин Романович (82) - советский и молдавский писатель, ученый-лингвист, переводчик, журналист, депутат парламента Республики Молдова первого созыва[225].
- Райдер, Кеннет (88) — президент Северо-Восточного университета (США) (1975—1989)[226].
- Сарджент, Уоллес (77) — американский астроном, лауреат международных премий[227].
- аль-Халиди, Махмуд — сирийский генерал военно-воздушных сил, теракт[228].
- Шире Адале, Вирсаме — сомалийский поэт, писатель-сатирик и радиоведущий, убит[229].

## 30 октября
- Бианчери, Франк (51) — французский политик, основатель и лидер европейской партии «Новые европейцы» (Newropeans)[230].
- Боженар, Виктор Акимович (63) — заслуженный тренер СССР по баскетболу, главный тренер «Будивельника» (1987—1990), с которым в 1989 г. выиграл золотые медали чемпионата СССР[231].
- Бондарук, Владимир Васильевич (78) — актёр Белгородского театра им. Щепкина, народный артист РСФСР (1984)[232]..
- Вудс, Леббеус (72) — американский архитектор и художник[233].
- Козина, Валентина Викентьевна (85) — птичница, Герой Социалистического Труда, Лауреат Государственной премии СССР[234].

## 31 октября
- Бондарь, Валерий (56) — украинский художник[235].
- Вырупаев, Константин Григорьевич (82) — советский борец классического стиля, чемпион Летних Олимпийских игр в Мельбурне (1956)[236].
- Кибрик, Александр Евгеньевич (73) — российский лингвист, профессор МГУ, член-корреспондент РАН (2006)[237].
- Куватов, Дамир (79) — министр заготовок Башкирии[238]..
- Таушанов, Игорь Христофорович (73) — руководитель разведки Ограниченного военного контингента СССР в Демократической Республике Афганистан, заместитель командующего Одесским военным округом, генерал-майор в отставке[239].
- Фитч, Джон (95) — американский автогонщик и изобретатель, создатель барьера Фитча[240].